# Theresia Földy
Theresia Földy (* 1946 in Budapest) ist eine Schweizer Tischtennisspielerin ungarischer Herkunft.

## Zeit in Ungarn
Mit 14 Jahren begann Földy mit dem Tischtennissport. Mitte der 1960er Jahre wurde sie Juniorinnenmeisterin von Ungarn. In dieser Zeit lernte sie ihren späteren Ehemann Laszlo Földy kennen, der ihr Trainer wurde.
1967 heiratete sie Laszlo Földy. Als ihr Gatte für zwei Jahre als Trainer im Iran arbeitete begleitete sie ihn dorthin und wurde 1968 iranische Meisterin. 1969 übersiedelte das Ehepaar nach Riehen in der Schweiz.

## Zeit in der Schweiz
Hier spielte sie mit dem Verein Rapid Genf und nahm sie oft an Schweizer Meisterschaften teil. 1976 und 1977 wurde sie Schweizer Meisterin im Einzel. 1973, 1975 und 1977 startete sie bei Weltmeisterschaften. 1976 legte sie eine Babypause ein und brachte ihre erste Tochter Carolin zur Welt. Ein Jahr darauf folgte Evelyn. Von 1990 bis 2001 gewann sie zusammen mit Tu Dai Yong sechsmal die Schweizer Meisterschaft im Damendoppel. Mit dem TTC Basel gewann sie 11 nationale Titel.

## Seniorenwettbewerbe
Später beteiligte sie sich an internationalen Seniorenwettbewerben. So wurde sie 2005 in Bratislava Europameisterin der Senioren im Ü50-Doppel mit Elmira Antonyan, im Einzel gewann sie Bronze. Bei der Senioren-Weltmeisterschaft 2006 in Bremen belegte sie im Ü60-Doppel mit Swetlana Fjodorowa Platz 3.

## Turnierergebnisse
| Verband | Veranstaltung     | Jahr | Ort        | Land | Einzel | Doppel    | Mixed     | Team |
| ------- | ----------------- | ---- | ---------- | ---- | ------ | --------- | --------- | ---- |
| SUI     | Weltmeisterschaft | 1977 | Birmingham | ENG  | Qual   | letzte 64 | letzte 64 | 28   |
| SUI     | Weltmeisterschaft | 1975 | Calcutta   | IND  | Qual   | Qual      | letzte 64 | 23   |
| SUI     | Weltmeisterschaft | 1973 | Sarajevo   | YUG  | Qual   | Qual      | Qual      | 27   |